# 深圳经济

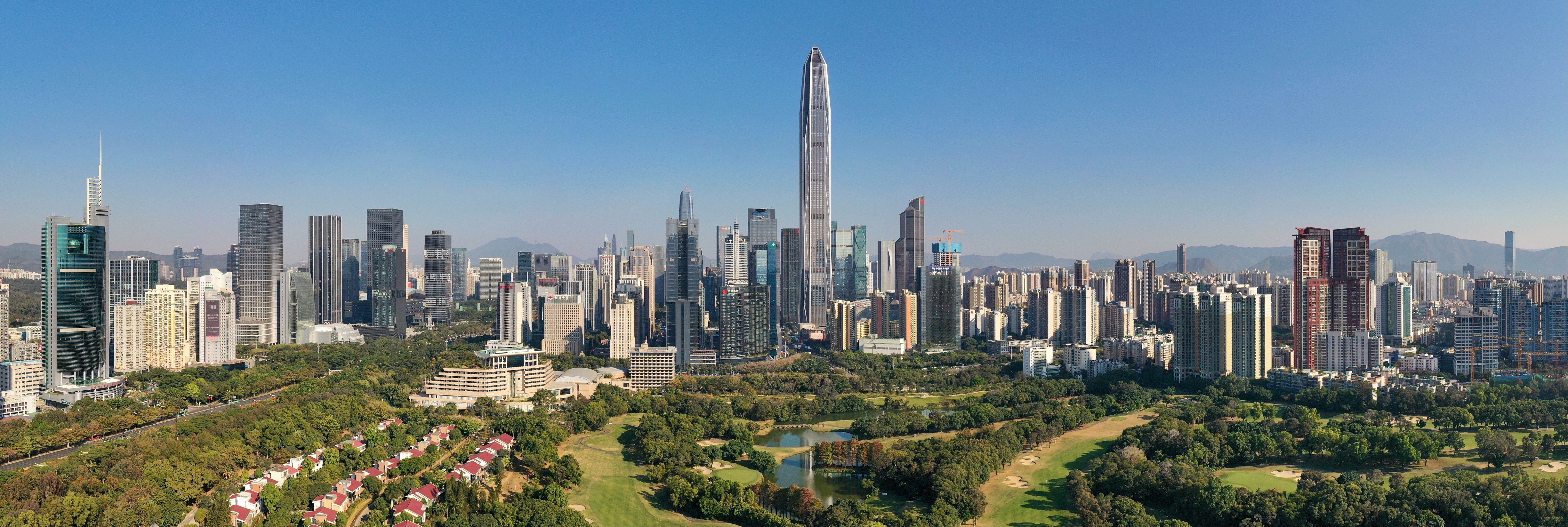
福田区CBD附近天际线，图中最高楼为平安金融中心。左侧高楼为深圳报业大厦

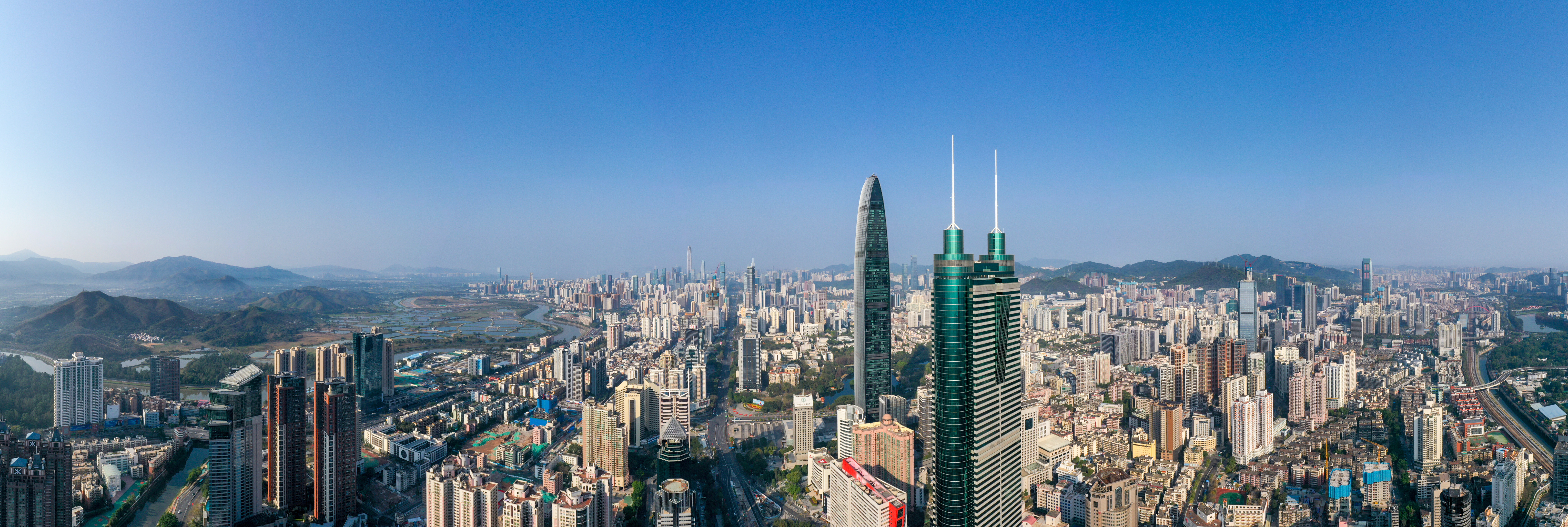
深圳經濟特區，图中两座高楼分别是信兴广场和京基100

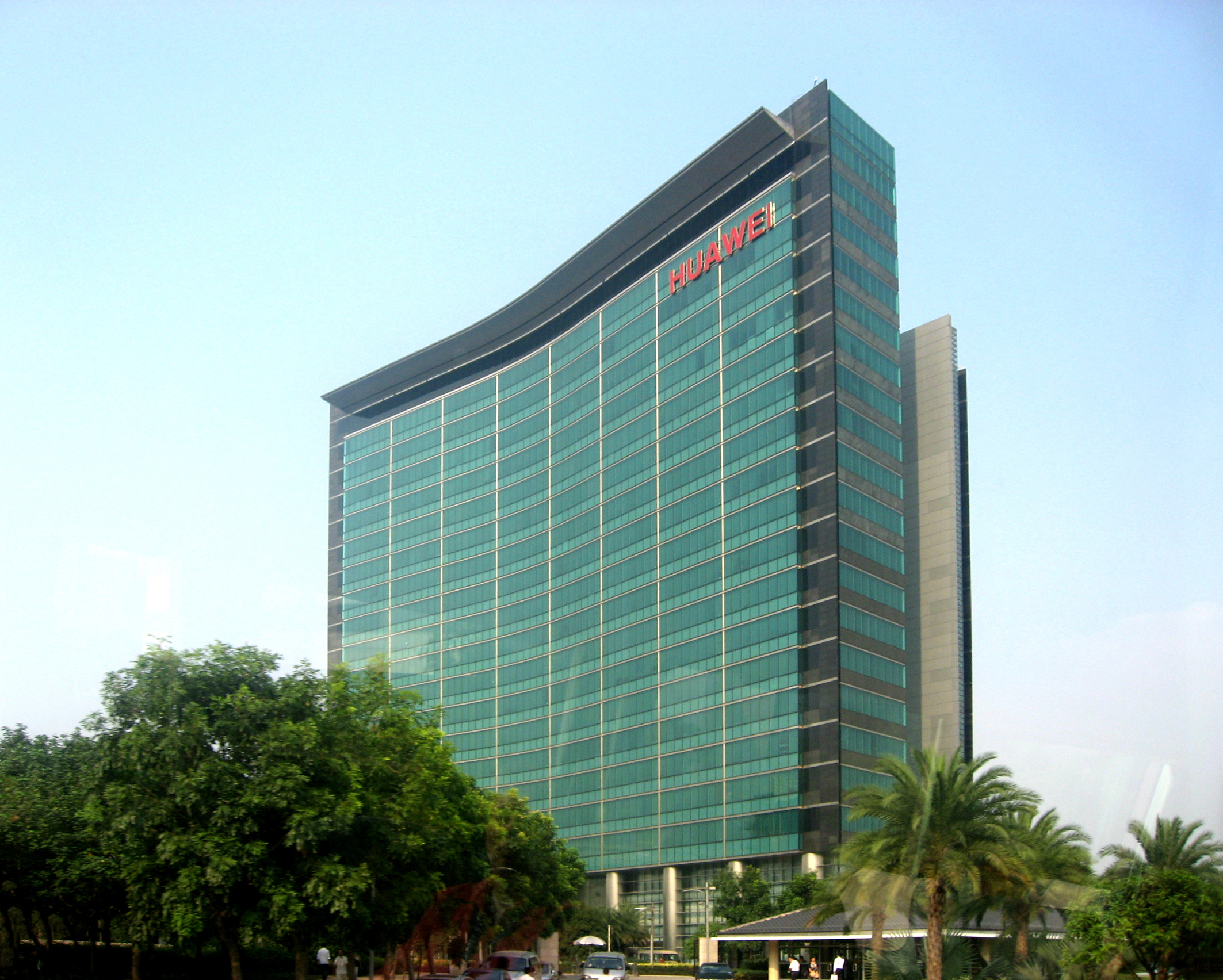
华为技术有限公司

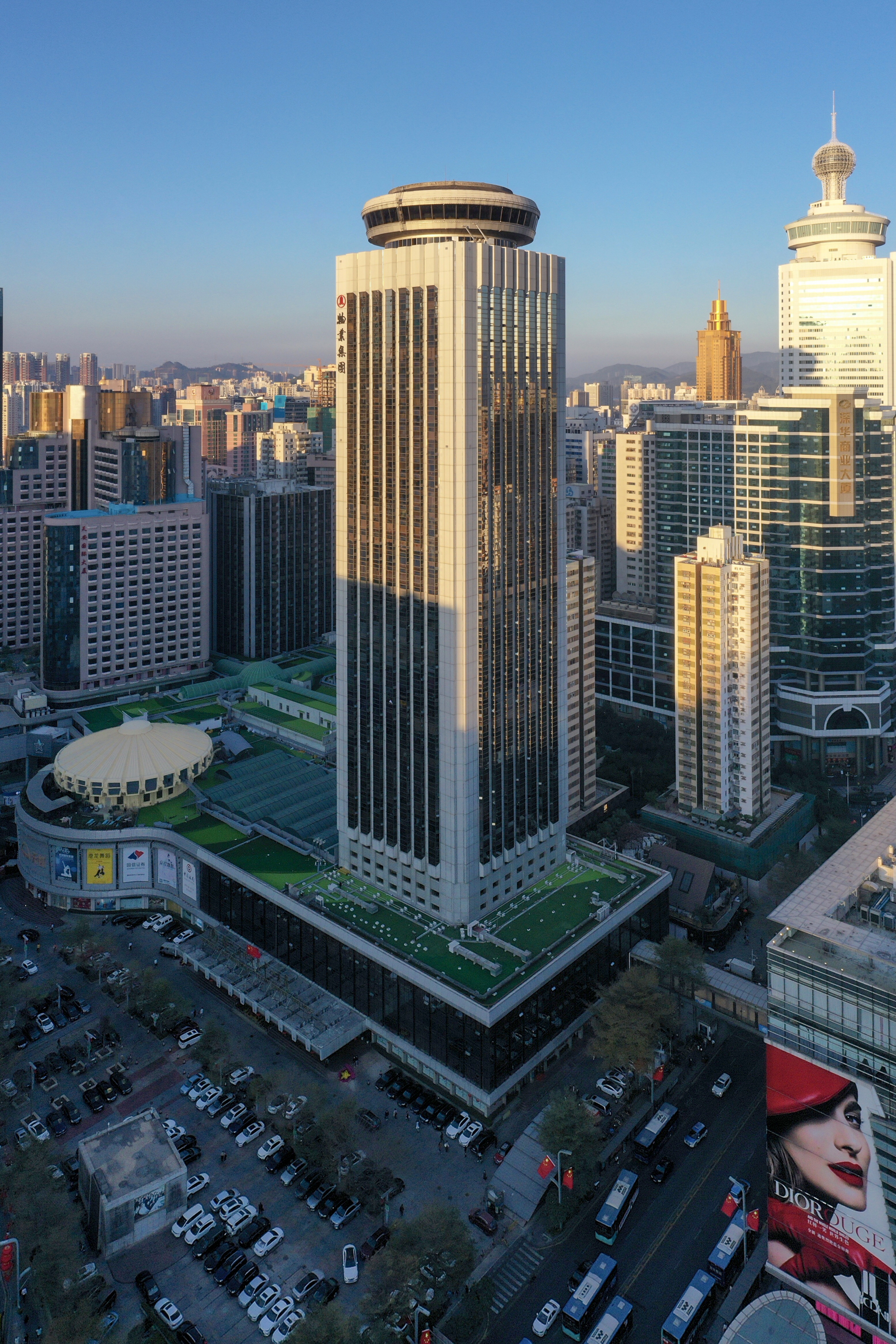
创造“深圳速度”的国贸大厦

深圳地处中国大陆经济发达的珠江三角洲，毗邻香港特区，高新技术产业、金融服务、外贸出口、海洋运输发达，在中国大陆经济中占据举足轻重的地位。深圳GDP常年紧随上海、北京之后，为中国大陆第三大经济强市。《2009年中国城市竞争力蓝皮书》显示，深圳经济总量在全球500座城市中列第36位。2004年至2010年的7年中，深圳经济持续增长，即使在全球金融风暴时期的2008年与2009年，仍达到5%的GDP增速。自21世紀初開始，全市生產總值雖有被天津及蘇州赶超的迹象，但最終與兩者的差距仍越來越遠，並於2016年首次超越同屬珠三角城市群的廣州，成為全省第一位，國內第三位的經濟城市。2016年，做为计划单列市的深圳为中央政府提供了2851亿元的财政盈余，在提供财政盈余的“六省一市”中，接近于浙江省、江苏省的一半，是福建省的4倍多。与广东省成为对全国财政和中央财政贡献最大的地区。
位于罗湖区的深圳证券交易所是中国仅有的两个股票市场之一，设有A股、B股、中小板、创业板等交易品种。中国人民银行在深圳设有派出机构，即深圳市分行，主要职能是负责管理辖区内的货币政策执行情况和维护金融秩序等。2006年2月，该支行还在香港设立“人民币发行基金代保管库”，库管机构设于中银香港。
2004年深圳GDP总量為4282億元人民幣，人均為7000美元；2005年增加至4926億元人民幣，增速為15％，人均7300美元；2006年为5813.56億元，增长16.6％，人均8815美元，居全國大中城市第一；2007年为6802億元，创新高；2008年增幅为12.1%，达到7806.54亿元，人均达13150美元（以深圳市2008年国民经济和社会发展统计公报发布日当天中国银行最后一次人民币兑美元牌价计），超过中上等国家收入水平标准；2009年为8201.32億元，人均92772元人民幣（按當年平均匯率折合13581美元）；2010年再创新高，达9511亿元；2016年达1.94万亿元，当中总值超过800亿元投入科技研发。2019年，深圳前三季度GDP同比增长6.6%，比上一年同期8.1%的增速明显下滑，是深圳1979年成为经济特区后创下的最低增速。

## 特区建设
1980年8月，深圳经济特区设立（当时的经济特区范围包括罗湖、福田和南山三个区，并以“二线关”与同属深圳管辖的宝安区和龙岗区隔开，2010年7月后扩大至整个深圳市辖区。），在税收、关税、经济体制的管理上享有特殊政策，如：当时中国的企业所得税普遍为为33%，但特区所得征税享有优惠，税率为15%，并在关税上有所减免，产品以外销为主，且经济建设的资金来源主要为外资。经济特区建立初期，经济结构以“三资”和“三来一补”为主，“三资”即指外商投资、海外华侨投资及港、澳投资，“三来一补”专指“来料加工”、“来样加工”、“来件装配”和“补偿贸易”。深圳正是借助于中国政府给予的特区优惠政策，经济发展快，创造了著名的“深圳速度”。
经济特区建立伊始，深圳的金融比较混乱，市场上同时流通着多种货币，如人民币、港币、外汇券等，这对中国引进外资和对外出口不利。由于人民币执行的是官方自定的非市场化汇率，外商认为按官价兑人民币会吃亏，故大多在结算领域直接使用外汇，特别是在国际货币市场可自由兑换的港币。为制止港币等非中国货币在深圳流通，当时的市委第一书记吴南生建议发行特区货币，随后广东省委和省政府向国务院提交发行特区货币的报告，引起中央高层重视，但后来，因多种因素考虑，而未发行。虽然特区货币计划被弃，但深圳在1985年设立了外汇调剂中心，使得外汇与人民币的比价接近实际，从一定意义上发挥了特区货币功能。
“深圳速度”是描述深圳经济建设进度快的一种效率现象，背景是1980年代初在罗湖区国贸大厦建筑施工时出现“三天一层楼”的高进度，仅用37个月就将53层160米高的大厦建成，这在当时的中国实属罕见。1984年，中央电视台《新闻联播》几乎每周都会播发关于深圳建设情况的报道，而国贸大厦的逐步增高成为报道的焦点。1984年春，邓小平在深圳实地查看国贸建筑工地，国贸大厦建设进度成为中国人关注的焦点，其飞快的建设速度被称为“深圳速度”。

## 代表行业

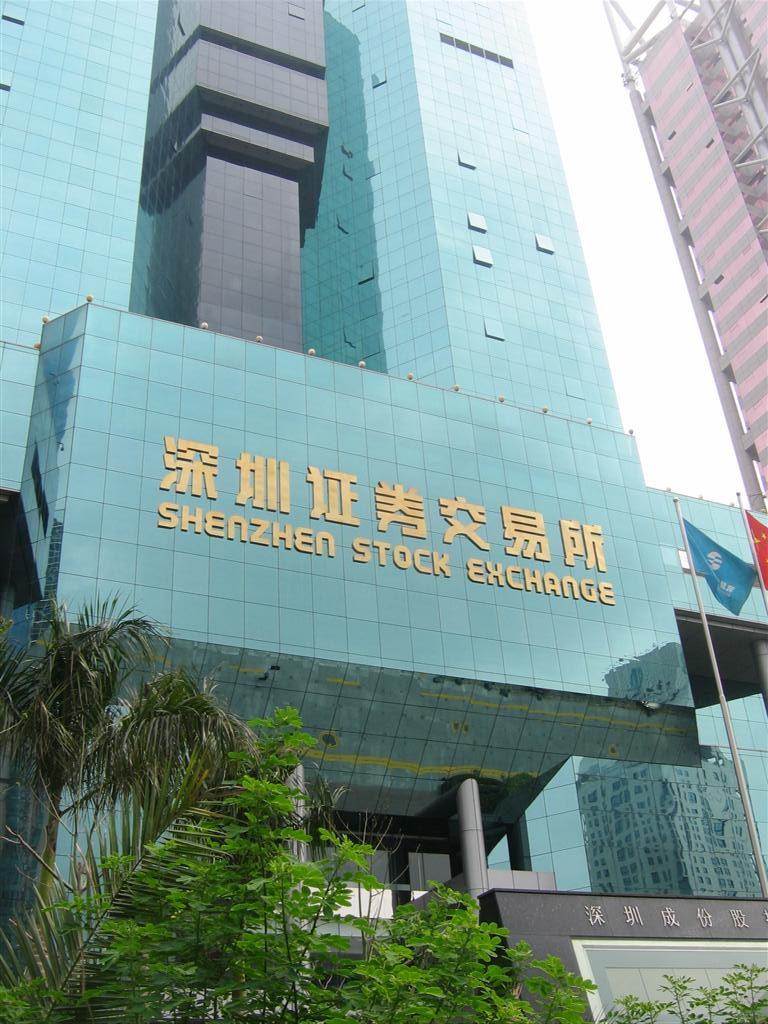
深圳证券交易所大厦

### 工业
深圳的工业以高新技术产业为主，2010年实现产值1万余亿元，是深圳的支柱产业之一，主要产品有电脑及其配套设备、通信设备、集成电路板、数字激光视听设备、生物技术产品等。华为技术有限公司、中兴通讯股份有限公司、腾讯公司等企业是有名的高科技企业，也是深圳的纳税大户。华为公司是中国较早进行程控交换通信设备制造的公司，产品产值巨大，行业地位突出，是深圳高新科技产业的代表企业，梅观高速公路还专门为其在坂田的基地设有出入出口，为其提供交通、物流便利。中兴公司为国企控股企业，被称为中国最大的通信设备上市公司，实际控制人为中国航天科技集团公司第九研究院第771研究所。
台湾富士康公司在深圳设有生产基地，其生产的电脑主机板拥有很大的市场份额，其产品多为“索尼”、“IBM”、“戴尔”、“苹果”等跨国企业的产品配套。深圳每年都要定期举办“高新技术产业交易会”，集中展示高科技工业品。
在传统制造业，深圳也有众多市场份额较大的知名品牌，如“康佳”电视机、“飞亚达”手表、“中集”集装箱、“南方”玻璃、“赛格”系列电子产品等。此外，深圳也有较多的消费品品牌，如“金威”啤酒、“好日子”卷烟、“金龙鱼”食用油等。深圳的机械工业以比亚迪汽车最为著名，其汽车产量上升很快，并开始向市场推出环保型的电动车，有些已批量投放到深圳的出租车市场。
而由於深圳與鄰近的香港地質，均以花崗岩為主，加上改革開放後市內及香港對混凝土的需求上升，故此深圳的石礦業曾一度蓬勃，最高峰時期設有669座石礦場，當中規模最大的是安托山石礦場。但是，由於經濟特區的發展，不少石礦場在1990-2000年代間關閉（例如烏石鼓石礦場、塘朗山石礦場等），到2005年時只剩下12座。及後，市政府亦仿傚香港規管石礦業的方法，將12座礦場改以修復合約方式規管。
高新技术产业
20世纪90年代初期开始，高新技术产业已逐步发展成为深圳经济的第一增长点和第一大支柱产业，深圳正在成为中国高新技术产业化最重要的基地之一和国家创新型城市。2015年深圳市高新技术产业实现增加值5847.9亿元，增长13.0%，占生产总值的33.4%。深圳高新技术产业已具备相当规模，形成了以电子信息产业为主导的高新技术产业集群，成为全国高新技术成果产业化的重要基地。
深圳高新技术的三大领域包括电子信息、生物医药以及新能源、新材料产业。电子信息方面，深圳目前已形成以计算机、通信、微电子为代表的电子信息产业群。2013年，深圳15家企业入选中国电子信息百强企业。华为、中兴通讯、长城计算机、创维、康佳、华强、大疆创新、金蝶等一大批电子信息企业，在深圳迅速崛起，代表了深圳电子信息产业的整体实力，显示着深圳电子信息行业的强大。生物医药方面，深圳生物技术产业在生产技术、生产设施和检测条件等硬件上属国内一流水平，生产规模较大，在国内同行业中具有较大优势，已经成为生物医药产业发展的新高地。华大基因先后完成了国际人类基因组计划“中国部分”、国际人类基因组单体型图计划、炎黄一号、水稻基因组计划、大熊猫基因组计划等多项具有国际先进水平的基因组研究工作。新能源、新材料方面，作为深圳市三大高新技术支柱产业之一的新能源、新材料产业得到了迅猛发展。深圳市新能源新材料产业联盟于2013年正式成立，这将推动深圳市新能源、新材料的技术进步和产业化，通过建立产学研信息的资源共享机制，提高深圳在新能源新材料产品的行业龙头优势。比亚迪是在新能源汽车业务具有国际竞争力的知名企业。

### 互联网
深圳市互联网产业发达，以腾讯、阿里巴巴、百度等为代表的大型互联网公司均在深圳设立总部或研发基地。腾讯公司是深圳发展迅猛的互联网企业，其推出的QQ即时网络通信服务在中国的用户群巨大。

### 金融

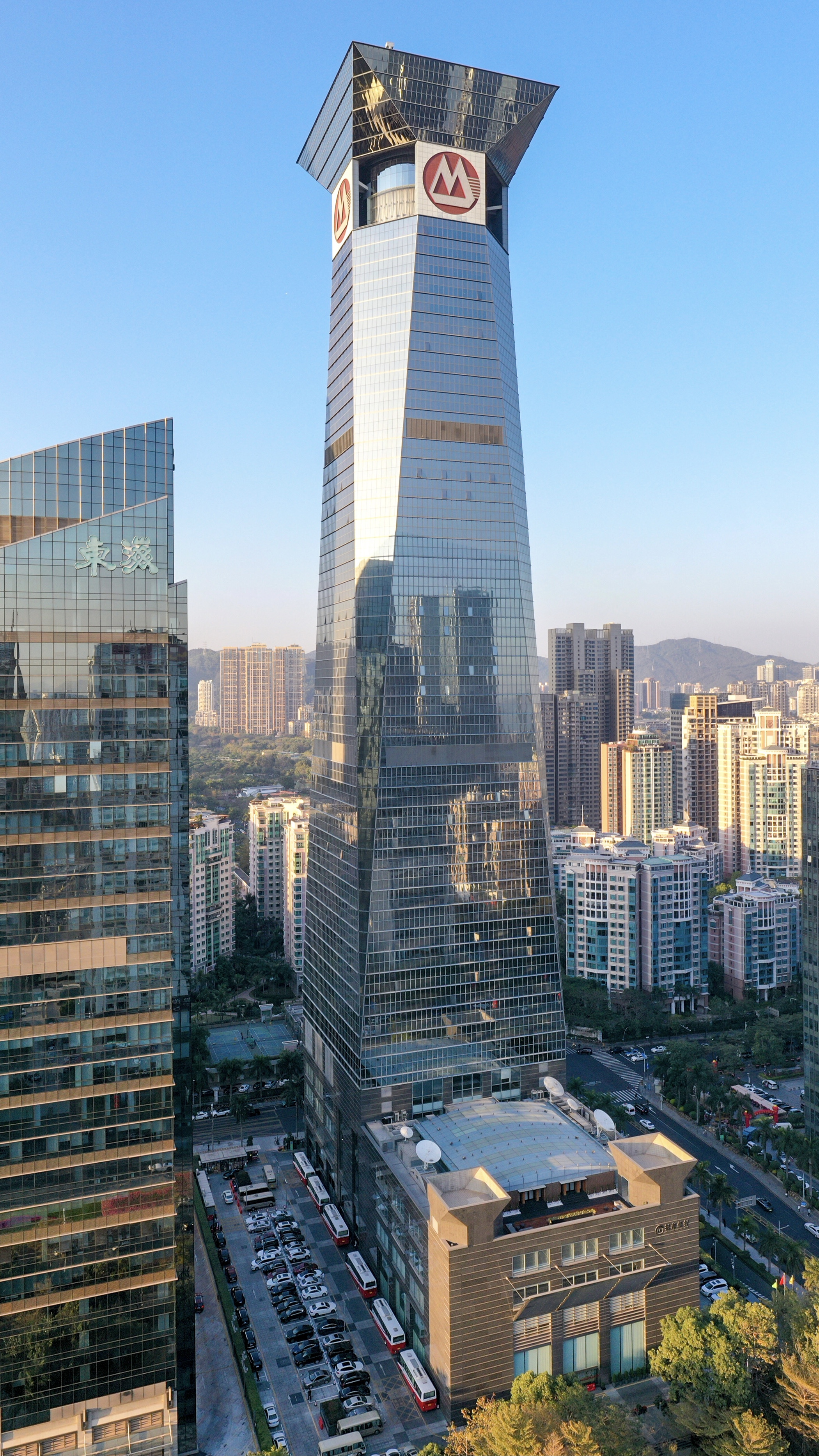
招商银行总部大厦

金融服务业在深圳占有重要的地位，涵盖银行、保险、证券等。招商银行、平安银行、平安保险等大型金融企业的总部均设于深圳。招商银行是深圳发展最快的银行企业之一，其营业利润率在深圳名列前茅。其它如中国银行、中国工商银行、中国建设银行、中国农业银行、交通银行、加上邮储银行和12家全国性股份制商业银行均在深圳设有分支机构，全市的金融服务业领跑全国。
除中资银行外，深圳还分布着大量的外资银行机构，数量位列中国城市第三位。1981年，香港的南洋商业银行在蛇口工业区设立营业机构，成为中国大陆第一家外资银行。1982年，香港上海汇丰银行有限公司设立深圳办事处，标志着外资银行正式进入中国大陆。现在汇丰银行在深圳的经营机构数量是所有外资银行中最多的，至2011年4月总数已达11家，并自称要做深圳最好的外资银行。中国加入“WTO”后，外资银行进入深圳的速度加快，国际许多著名的银行都在这里设立营业机构，如香港的东亚银行、恒生银行、渣打银行、华侨永亨银行，美国的花旗银行，日本的三菱日联银行等。
前海深港现代服务业合作区的成立，令深圳在金融服務業有更深遠的發展。

### 創意產業
深圳積極發展創意設計產業，在大浪開設時裝設計基地、在寶安開設珠寶設計基地，在各區亦有不同的創意園，如寶安區的F518時尚創意園、南山區的南海意庫、華僑城創意文化園等。近年深圳亦積極推動創客文化。因此，深圳在2008年獲聯合國教科文組織授予深圳「設計之都」稱號。

### 现代物流业
深圳物流业整体竞争力领先全国，运营效率接近中等发达国家水平。2015年，深圳现代物流业实现增加值1782.70亿元，较去年同期增长9.4%。深圳现有物流企业逾1.7万家，营收超百亿元的物流企业近10家，物流上市公司6家。传统物流服务正加速向综合第三方物流和供应链管理服务转变。全国80%以上的供应链管理公司以及大批第三方物流领军企业总部聚集在深圳，顺丰速运是中国最大的民营快递企业；招商物流拥有覆盖全国的物流配送网络，资产规模居全国第三方物流企业首位；美国UPS、德国汉莎、丹麦马士基、菜鸟网络等60多家知名国际物流企业落户深圳。主要产业园区包括前海湾保税物流园区、盐田物流园区、大空港航空物流园、平湖物流基地、华南物流园区等。代表性本土企业包括顺丰、怡亚通等。

### 商业服务
深圳的商业繁荣，超市、便利店遍布全市大街小巷，2010年全市商品零售总额达3000亿元人民币。商业品牌除本地较有影响的人人乐超市、万家百货、顺电家电、好百年家具、天虹商场、岁宝百货外，国外品牌也很多，如美国的沃尔玛、法国的家乐福、日本的吉之岛、英国的百安居、瑞典的宜家等；此外，国内其他地区的商业品牌在深圳也广为分布，如苏宁电器、国美电器等。罗湖区的东门商业区、国贸商业区和地王商圈、福田区的华强北商业区是深圳较为成熟的商业区，商铺林立，人气旺盛，也是外地游客的观光景点，其中在地王商圈的深圳萬象城以營業額計算位列全國第四，廣東省第二；另外，南山区蛇口的花園城中心、后海的海岸城等也是客流较多的繁华商业区。近年隨著原二綫地區的發展，加上交通配套改善，已有不少發展商在原二綫地區興建及營運商場，如現時全深圳面積最大的商場，便是坐落在寶安區的海雅繽紛城。

### 零售
根據2022年統計，深圳總共開立的首店品牌321家，同比增加18.8%，其品牌吸引力穩居全國前列。
2022年深圳市商務局印發《關於加快建設國際消費中心城市的若干措施》，高度重視「首店經濟」和「首發經濟」，支持國內外知名品牌在深圳設立首店、旗艦店及新概念店等，鼓勵國內外的知名品牌在深圳首發和同步上市新品。深圳「首店經濟」通過加強規劃、出台政策、打造平台、舉辦活動等舉措，對標國際消費中心城市，打造「首店之城」。

## 上市公司
深圳是中国上市公司最多的城市之一，截至2011年9月，共有上市公司260家，另有40家正在中国证监会预备上市。与全国相比，深圳上市公司的规模和效益位居中国第三位，净资产收益率则居第二位。早期的上市公司产业涵盖金融、信息技术、工业、房地产、零售消费等；近年互联网、新材料、新能源、现代物流等公司大量上市，增长势头迅猛。截至2011年10月14日，总市值排名前十位的上市公司是：招商银行、中国平安、中信证券、万科地产公司、招商证券公司、中兴通讯公司、中集集团公司、华侨城集团和比亚迪汽车公司
。

## 物价水平
深圳同北京、上海等其它中国大城市一样，地價、房价奇高，2011年9月全市平均房價超过22000元/平方米，福田区更高达26600元/平方米，几乎向接近深港邊境的香港北區的粉嶺看齊，這使不少居深圳的香港居民在權衡交通開支及住房支出後回流到香港居住。高房价使深圳未来缺乏想象空间，许多企业家不再将资金用于产业投资，而是将资金用于炒股、炒房，影响深圳未来发展。
中国大陆的高通胀，除表现在房价高企外，生活物价水平也很高，深圳同样如此。2000年代初期，很多香港人視深圳為香港的「後花園」，當時人民幣還未升值，100港元大約對換120元人民幣，港人假日都會北上消費，采购低廉的生活日用品带回香港，或者到深圳按摩修甲，在當時形成一股熱潮。如今是反其道而行之，深圳的许多商品价格已经高过了经济更加发达的香港，加之中国大陆令人担忧的食品安全及商品质量问题，许多深圳人宁愿多花些路费也热衷于到香港购买日用消费品。他们中的许多认为，香港市场规范，品质有保障，赴港购物令人放心，这在一定程度上影响了深圳的消费经济，亦吸引走私客從香港走私貨物到深圳售賣，標榜「港貨」。新华网的一篇文章认为，一些深圳人到香港购物对抵消通胀有限，香港不可能拉低深圳的物价。
隨著電商盛行，不少商人看準機會，在自貿區成立進口直銷中心，售賣外國進口貨品（如奶粉、化妝品、洗髮水等），客人可到實體店看樣辦，再在網上訂購貨品，完稅後直接送到客人家裡。目前在前海深港现代服务业合作区、福田保稅區、蛇口自貿區、鹽田保稅區都設有這類商店。

## 备注
1. ↑  原文[4]的“六省一市”当是指六个省级行政区和深圳市。